# Эстис, Олег Николаевич
Олег Николаевич Эстис (1964, Москва — 1999, Пиннеберг) — советский, российский художник-карикатурист, книжный и станковый график.

## Биография
Родился в Москве в семье художников Людмилы и Николая Эстисов. Окончил художественную школу и Московское государственное художественное училище памяти 1905 года
С 1985 года — член Союза художников России, участник и лауреат многих московских, всесоюзных и международных выставок и конкурсов.
Олег Эстис впервые опубликовал свои карикатуры в 13-летнем возрасте, с этого времени его творчество представлено тысячами рисунков во множестве русских и зарубежных публикаций.
С 1977 года сотрудничал с книжными издательствами «Детская литература», «Малыш», «SATUKUSTANNUS» (Финляндия), «KARTO» (Финляндия) и другими.
Регулярно печатался в таких журналах, как «Мурзилка», «Весёлые картинки», «Крокодил», «Театр», «Здоровье» и других.
Состоялось более тридцати персональных выставок художника в России, Германии и других странах. Участник и лауреат многих всесоюзных и международных выставок и конкурсов.
Произведения О. Эстиса находятся в частных коллекциях и музеях многих стран, в постоянной экспозиции Международного музея юмора в Габрово в Болгарии и в Музее современного искусства Института еврейской культуры имени М. Шагала в Бразилии.
Последние полтора года Олег Эстис жил и работал в Пиннеберге под Гамбургом.

## Семья
Отец — художник Николай Александрович Эстис (род. 1937, Москва). Сестра — музейный специалист Елена Николаевна Эстис (род. 1958). Единокровный брат — литератор Александр Николаевич Эстис (род. 1986).

## Персональные выставки
- Gallery «Art Leonardo», 1990, Finland.
- Gallery «Cranach Haus», 1992, Germany.
- Galleria Nystron, 1992, Finland.
- Gallerie «Windel», 1993, Germany.
- «Municipal Hall of Porto Alegre», 1993, Brazil.
- Gallery «Valkoinen Huone», 1993, Finland.
- «Mary’s Gallery», 1994, Moscow.
- Gallery «Mosaico», 1994, Brazil.
- Центральный дом художника, 1995, Москва.
- Центр культуры «Остожье», 1996, Москва[3].

## Премии и награды
- 1988 — первая премия на Международной выставке «Война войне» в Болгарии.
- 1988 — приз Комитета молодёжных организаций на 3-й межреспубликанской выставке карикатур в Риге.
- 1989 — третья премия на выставке карикатуры «Литературный герой» в Москве.
- 1991 — «Гран-При» Международного конкурса карикатуры в Бельгии.
- 1991 — первая премия на международном конкурсе «Музыка».
- 1993 — первая премия Международного фестиваля рисунков для прессы в Бразилии.
- 1999 — первая премия Международного фестиваля карикатуры в Бельгии[2][3].